# Phaedyma astraea
Phaedyma astraea är en fjärilsart som beskrevs av Butler 1866. Phaedyma astraea ingår i släktet Phaedyma och familjen praktfjärilar. Inga underarter finns listade i Catalogue of Life.